# قحطان (شخص)
قحطان هو شخصية في التراث العربي قيل إنه جدُّ العرب القحطانيين، وقد ربطه بعض المؤرِّخين بالشخصية التوراتية يقطان بن عابر. نسب بعض المؤرِّخين ما يقارب نصف قبائل العرب له، وهم من يُطلَق عليهم اسم العرب العاربة أو القحطانيين. لا وجود لهذه الشخصية في نقوش خط المسند، وأقدم نقش أُشير فيه للفظ مشابه (وهو قحطن) يعود إلى القرن الأول قبل الميلاد يتحدَّث عن إرسال ملكٍ ما قواته لمحاربة كندة لدخولها في حِلف قبَلي معادٍ له. ورد لفظ (قحطن) في هذا النقش اسمًا لقبيلة أو قرية محالفة أو موالية لكندة، ومن هذا النقش أخذ أهل القصص قحطان جدَّ العاربة.

## نسب قحطان
انقسم القول فيه إلى ثلاثة أقوال:
- نسبوه إلى إسماعيل عليه السلام.
- نسبوه إلى عابر (هود) من نسل سام.
- نسبوه إلى إرم بن سام.